# 李泉 (永樂進士)
李泉（14世紀—15世紀），字子淵，江西撫州府樂安縣下墟曾田鄉人，明朝政治人物。

## 生平
李泉是永樂十二年（1414年）舉人，次年（1415年）聯捷進士，獲授行人，九年內出使肅王、新安、靖江三藩都推辭饋贈，同時上奏所在地的弊病。之後他陞任雲南知府，因父母逝世回鄉，百姓都扶老攜幼請求留任，服闋後補任保寧，清廉名聲名揚東里，少師蹇義在朝作詩送別，馬信歸閬中有：「爾邦大守吾鄉彥，為政心同浪水清。」的句子。